# ニック・モンド
ニック・モンド（Nick Mondo，1980年3月28日 - ）―本名：マット・バーンズ(Matt Burns)―は、アメリカ合衆国出身の元プロレスラー。 その経歴を通してコンバット・ゾーン・レスリングを主戦場とした選手である。

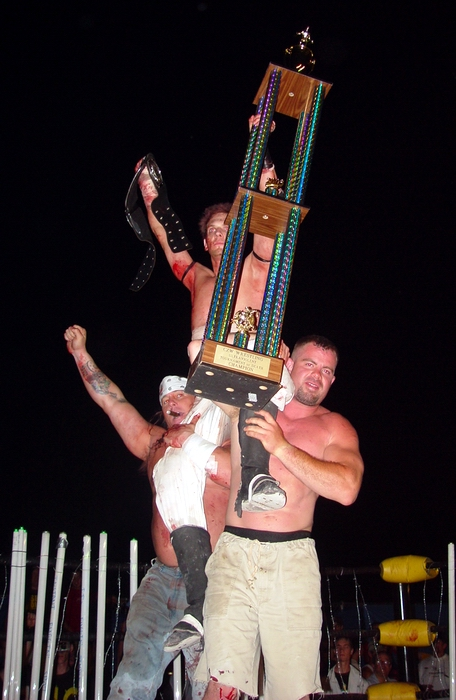
CZWトーナメント・オブ・デスを制した2003年のニック・モンド

## 来歴

### 黎明
ミネソタ州のミネアポリスに生を享け、10代半ばの頃にいわゆるバックヤードレスリングに身を投じた。1998年に高校を卒業すると、レスリングスクールに通うにあたっての資金作りのために、それからしばらくの間をコンクリートを扱う会社に勤めて過ごし、やがてはアル・スノーのもとを訪ねてオハイオ州のクリーブランドへ。1999年の幕開け間もない頃のことであった。
スノーの率いるボディースラマーズ・ジムというレスリングスクールに入門し、それからおおよそ2ヶ月間の訓練期間を経たうえで、1999年の3月にプロレスラーとしてのデビューを果たす。 その才能が本格的に開花したのは2000年―コンバット・ゾーン・レスリング(CZW)のマットに参戦し始めたのちの、ジョン・ザンディグによる指導を経てからのことであった。

### CZW
CZWのマットにデビューしたのは2000年のことであった。 リック・ブレードと組んだうえで、ジョニー・カジミアとトレント・アシッドから成る『バックシート・ボーイズ』を制圧し、さっそくCZWのタッグ王座を獲得。 この時期には、CZWとの抗争下にあった大日本プロレスのマットへの参戦のために日本の地を踏むことにもなり、大日本プロレスの巡業に伴い日本の各地を巡った。
2001年になるとCZWを舞台にジョン・ザンディグ―葛西純―ワイフビーター―Zバール―トレント・アシッドという面子とともに『ビッグ・ディールズ』(Big Dealz)という連合を結成。 そして年も半ばの頃にCZWのベスト・オブ・ザ・ベスト選手権への初出場を果たす。マーク・ブリスコとジェイ・ブリスコのタッグを相手に戦った第1回戦で敗退し、続けてニック・ゲージ∽ネイト・ヘイトリッドと組んだうえで、ロボ∽ジャスティス・ペイン∽ワイフビーター組を相手にもう一戦を敢行するも、それも敗退という結果に終わった。
それからおおよそひと月を経て、IWAミッドサウスのキング・オブ・ザ・デスマッチ選手権へと初出場。観客持参の凶器を用いた第1回戦でキャッシュ・フロを下すも、同じく観客持参の凶器と蛍光灯テーブルとを用いた第2回戦でイアン・ロッテンに敗れ、そのまま退く結果となった。 やがて6月9日―『ブレイクアウェイ・ブロウル』と題されたCZWの催事の場にあり、マッドマン・ポンドとワイフビーターを相手に行ったバトルロイヤル戦を制し、同時にCZWアイアンマン王座を獲得した。

### TOD
ジャスティス・ペインとアダム・フラッシュとメサイアとのバトルロイヤルを制して再びアイアンマン王者となるに至った2002年にあっては、この年に新設されたCZWの『デスマッチの祭典』―トーナメント・オブ・デス(TOD)の初大会へと参戦。さっそく1回戦目でホームレス・ジミーを制圧し、続けて2回戦目の観客持参凶器デスマッチでメサイアを制圧。そうして迎えた決勝戦でワイフビーターと一戦を交え、有刺鉄線と塩と200本の蛍光灯を用いたデスマッチを敢行し、これに敗れ去った。
やがて2003年を迎えると、さっそくCZWのマットを舞台に馴染みのメサイアと一戦を交え、椅子や画鋲を用いて徹底的に痛め付けた末に、画鋲まみれのメサイアに対してギロチンドロップを見舞い、これを制すると同時に3度目のアイアンマン王座の獲得を果たす。 そして7月26日―自身2度目の参戦であったと同時に、結果として最後の出場となったTODが開幕した。
まず最初の相手はJCベイリーであった。蛍光灯を中心に用いたデスマッチであったその1回戦では、更なる凶器の一として、唐辛子の詰められた白熱電球などが登場。これを制して次に当たった対戦相手―すなわち第2回戦の対戦相手はジョン・ザンディグで、そこでは蛍光灯を積載して作られた『やぐら』が登場するなどした。
やがて壮絶な攻防の展開の末にザンディグを制圧、かくして決勝戦たるイアン・ロッテンとの試合に突入した。そして有刺鉄線ロープのリングに200本の蛍光灯が乱舞したこの一戦を制し、ついにはこの大会―TODの覇者の座へと君臨。前年度の優勝者―すなわち初代優勝者たるワイフビーターからのトロフィーの贈呈を受け、その最後を締め括った。

### 引退
そうして覇者となったTOD―すなわち第2回目のTODから2週間前のことであった。イタリアへと遠征していたモンドは、バイクで高速道路を走行していたときに交通事故に見舞われ、それによって首などに重傷を負う。背後からの追突を受けたことで頚椎を損傷していた。そしてその重傷をそのままにした状態でTODに臨んだのである。
ジョン・ザンディグとの攻防を展開したその第2回戦において、モンドはザンディグによって倉庫の屋上から真下の蛍光灯やぐらへとまっ逆さまに落とされ、そのままコンクリートの地面へと直に叩き付けられた。そしてのちの独白によれば、その時点から最後に至るまでをほぼ無意識の状態で戦っていた。
この試合の模様を後日にビデオで見たモンドは、そこに『一線を越えた』ことを感じ、そのまま引退を決意した。 その引退を公式に発表したのは2003年の11月10日であった。
それからというものしばらくにわたり音沙汰を無くしていたモンドであったが、2004年の2月7日―ECWアリーナに催された『フィフス・アニバーサリー・ショー』という名のCZWの大会の場に、事前の予告を伴うことなく突然姿を現した。これはCZWの殿堂に指名されたことを受けての―その式典の儀を受けるためのもので、結果としてはこれが最後の“シック”・ニック・モンドの表舞台となった。
その後の消息は定かでないものの、休学状態にあった美術大学に復学したとの噂がインターネット上に存在してはいる。
短い活動期間でありながら、引退後もCZWのマットに時折モンドの名を呼ぶ大合唱が起きるほどである。

## 戴冠歴
- CZW世界タッグ王座：1回
- CZWアイアンマン王座：4回
- AWF王座：1回
- トーナメント・オブ・デス優勝：1回
- CZW殿堂